# Ю, Робер
Робе́р Ю (фр. Robert Hue; род. 19 октября 1946) — французский политический деятель.

## Биография
Лидер Французской коммунистической партии в 1994—2003. Член Центрального комитета ФКП с 1987, член Политбюро ФКП с 1990. В 2004 избран во французский Сенат.
Выдвигался в президенты Франции со следующими результатами:
- 1995 — 8,60 %, 5 место в первом туре.
- 2002 — 3,37 %, 11 место в первом туре. Неудачное выступление кандидата от ФКП, который получил меньше голосов, чем двое кандидатов от троцкистских коммунистических партий (Арлетт Лагийе и Оливье Безансно), заставило партию поднять вопрос о смене своего руководства. Робер Ю ушёл в отставку, после чего пост президента ФКП был упразднён, а фактическим лидером партии стала национальный секретарь Мари-Жорж Бюффе.[1]